# Sada Thioub
Sada Thioub (Nanterre, 1 juni 1995) is een Senegalees-Frans voetballer die doorgaans speelt als middenvelder. In juli 2024 verliet hij Elimay. Thioub maakte in 2019 zijn debuut in het Senegalees voetbalelftal.

## Clubcarrière
Thioub speelde in de jeugdopleiding van Nice en maakte ook zijn debuut voor die club. Op 23 januari 2015 speelde hij voor het eerst mee, toen in eigen huis gespeeld werd tegen Olympique Marseille. Romain Genevois opende de score en Niklas Hult verdubbelde de voorsprong. Uiteindelijk deed Marseille via Florian Thauvin iets terug: 2–1. Thioub mocht van coach Claude Puel een minuut voor tijd invallen voor Hult. Medio 2015 maakte de middenvelder transfervrij de overstap naar Guingamp. Deze club verhuurde hem direct aan Bastia. Na zes keer gescoord te hebben in achtentwintig wedstrijden kwam de verhuurperiode ten einde. Hierna nam Nîmes Olympique Thioub transfervrij over. Na twee seizoenen wist Thioub met zijn nieuwe club te promoveren naar de Ligue 1. Hierop tekende hij een nieuwe verbintenis bij de club, tot medio 2021. Na één seizoen in de Ligue 1 verkaste Thioub voor circa drieënhalf miljoen euro naar competitiegenoot Angers, waar hij voor vier seizoenen tekende. In januari 2022 huurde Saint-Étienne hem voor de rest van het seizoen. Medio 2023 kwam Thioub zonder club te zitten en hij vond in maart 2024 in Elimay weer een nieuwe werkgever.

## Clubstatistieken
| Seizoen | Club            | Competitie   | Competitie | Competitie | Beker | Beker | Internationaal | Internationaal | Totaal | Totaal |
| Seizoen | Club            | Competitie   | Wed.       | Dlp.       | Wed.  | Dlp.  | Wed.           | Dlp.           | Wed.   | Dlp.   |
| ------- | --------------- | ------------ | ---------- | ---------- | ----- | ----- | -------------- | -------------- | ------ | ------ |
| 2014/15 | Nice            | Ligue 1      | 2          | 0          | 0     | 0     | —              | —              | 2      | 0      |
| 2015/16 | Guingamp        | Ligue 1      | —          | —          | —     | —     | —              | —              | 0      | 0      |
| 2015/16 | → CA Bastia     | National     | 29         | 4          | 2     | 0     | —              | —              | 31     | 4      |
| 2016/17 | Nîmes Olympique | Ligue 2      | 29         | 4          | 1     | 0     | —              | —              | 30     | 4      |
| 2017/18 | Nîmes Olympique | Ligue 2      | 32         | 4          | 3     | 1     | —              | —              | 35     | 5      |
| 2018/19 | Nîmes Olympique | Ligue 1      | 38         | 3          | 1     | 0     | —              | —              | 39     | 3      |
| 2019/20 | Angers          | Ligue 1      | 23         | 1          | 3     | 2     | —              | —              | 26     | 3      |
| 2020/21 | Angers          | Ligue 1      | 27         | 1          | 3     | 0     | —              | —              | 30     | 1      |
| 2021/22 | Angers          | Ligue 1      | 1          | 0          | 1     | 0     | —              | —              | 2      | 0      |
| 2021/22 | → Saint-Étienne | Ligue 1      | 17         | 0          | 1     | 0     | —              | —              | 18     | 0      |
| 2022/23 | Angers          | Ligue 1      | 27         | 1          | 3     | 0     | —              | —              | 30     | 1      |
| 2024    | Elimay          | Premjer-Liga | 10         | 1          | 4     | 0     | —              | —              | 14     | 1      |
| Totaal  | Totaal          | Totaal       | 234        | 21         | 22    | 3     | 0              | 0              | 256    | 24     |

Bijgewerkt op 22 juli 2024.

## Interlandcarrière
Thioub maakte op 23 maart 2019 zijn debuut in het Senegalees voetbalelftal toen in een kwalificatiewedstrijd voor het Afrikaans kampioenschap 2019 met 2–0 gewonnen werd van Madagaskar. M'Baye Niang zorgde voor beide doelpunten. Thioub mocht van bondscoach Aliou Cissé vier minuten voor tijd het veld betreden als vervanger van Ismaïla Sarr. Thioub maakte deel uit van de Senegalese ploeg op het Afrikaans kampioenschap 2019.
| Interlands van Sada Thioub voor Senegal | Interlands van Sada Thioub voor Senegal | Interlands van Sada Thioub voor Senegal | Interlands van Sada Thioub voor Senegal | Interlands van Sada Thioub voor Senegal | Interlands van Sada Thioub voor Senegal |
| №                                       | Datum                                   | Wedstrijd                               | Uitslag                                 | Competitie                              | Goals                                   |
| Als speler bij Nîmes Olympique          | Als speler bij Nîmes Olympique          | Als speler bij Nîmes Olympique          | Als speler bij Nîmes Olympique          | Als speler bij Nîmes Olympique          | Als speler bij Nîmes Olympique          |
| --------------------------------------- | --------------------------------------- | --------------------------------------- | --------------------------------------- | --------------------------------------- | --------------------------------------- |
| 1                                       | 23 maart 2019                           | Senegal – Madagaskar                    | 2 – 0                                   | AK 2019 kwalificatie                    |                                         |
| 2                                       | 26 maart 2019                           | Senegal – Mali                          | 2 – 1                                   | Vriendschappelijk                       |                                         |
| 3                                       | 23 juni 2019                            | Senegal – Tanzania                      | 2 – 0                                   | AK 2019                                 |                                         |
| 4                                       | 27 juni 2019                            | Senegal – Algerije                      | 0 – 1                                   | AK 2019                                 |                                         |
| Als speler bij Angers                   |                                         |                                         |                                         |                                         |                                         |
| 5                                       | 10 oktober 2019                         | Brazilië – Senegal                      | 1 – 1                                   | Vriendschappelijk                       |                                         |
| 6                                       | 13 november 2019                        | Senegal – Congo-Brazzaville             | 2 – 0                                   | AK 2021 kwalificatie                    |                                         |
| 7                                       | 17 november 2019                        | Swaziland – Senegal                     | 1 – 4                                   | AK 2021 kwalificatie                    |                                         |

Bijgewerkt op 22 juli 2024.